# Euphydryas ozarkae
Euphydryas ozarkae är en fjärilsart som beskrevs av Masters 1968. Euphydryas ozarkae ingår i släktet Euphydryas och familjen praktfjärilar. Inga underarter finns listade i Catalogue of Life.